# معركة ممس
معركة ممس هي إحدى المعارك التي دارت بين المسلمين والبربر، وإحدى معارك فتح المغرب في عهد الدولة الأموية، وقعت المعركة في عهد الخليفة الأموي عبد الملك بن مروان حينما جهز جيش بقيادة القائد الأموي زهير بن قيس البلوي في برقة، لاستعادة القيروان وذلك عام 69 هـ الموافق 688، وانتهت المعركة بهزيمة جيش البربر بعد أن دارت بين الفريقين معركة كبيرة في موقع يقال له ممس، وقتل في المعركة كسيلة قائد جيش البربر.

## المعركة
مع وصول عبد الملك بن مروان لسدة الخلافة في دمشق، عادت الرغبة شديدة في الشام لاستكمال الفتوحات، فوجه عبد الملك بن مروان أمرًا لقائده زهير بن قيس البلوي المتمركز في برقة لاستعادة القيروان، وفي عام 69 هـ الموافق 688 سار زهير إلى القيروان، ومع وصول الخبر إلى كسيلة قائد البربر في القيروان قرر إخلاء المدينة والتراجع بجيشه الكبير إلى مكان قريب من مدينة ممس، وهو مكان يقع على طريق المسلمين إلى مصادر الماء ليحرج وضعهم، كما أن المكان قريب من الجبال والصحراء التي يمكن أن يلجأ لها الخاسر، ولما التقى الجيشان مالت الكفة للمسلمين وهزم جيش البربر، وقتل قائدهم كسيلة، ولاحق الجيش الأموي فلول جيش كسيلة حتى نهر ملوية عند حدود المغرب الأقصى.

## بعد المعركة
حقق المسلمون والدولة الأموية مبتغاهم في فتح المغرب، وزالت كل مقاومة بيزنطية أو بربرية، وبخاصة من بربر البرانس، لكن هذا الانتصار شابه نكسه كبيرة، عندما هاجم البيزنطيون جيش زهير بن قيس البلوي، العائد إلى برقة بمراكب كثيرة وقوة كبيرة، وتمكنوا في أن يهزموا جيش الأمويين ويقتلوا قائدهم زهير البلوي، فتوقفت الفتوح اثر هذه الهزيمة عدة سنوات، إلى أن جمع عبد الملك بن مروان جيشًا جديدًا في مصر، وأمر عليه حسان بن نعمان الغساني، الذي استطاع اكمال فتح المغرب.